# O Desafio
Pour plus de détails, voir Fiche technique et Distribution.
O Desafio (Le Défi) est un film brésilien réalisé par Paulo Cesar Saraceni et sorti en 1965.

## Synopsis
À la suite du coup d'État d'avril 1964, Marcelo, un journaliste brésilien,  traverse une dure crise morale et idéologique. Il se sent impuissant face aux événements et coupable envers ses amis emprisonnés et torturés. Dans une galerie d'art, il lie connaissance avec Ada, la femme d'un industriel. Elle devient sa maîtresse, mais, leur amour se révèle vite impossible... Pour Marcelo, l'heure est venue d'un « temps sans soleil. »

## Fiche technique
- Titre du film : O Desafio
- Réalisation : Paulo Cesar Saraceni
- Scénario : P. C. Saraceni, Oduvaldo Vianna Filho
- Photographie : Guido Cosulich
- Format : Noir et blanc, 35 mm
- Montage : Ismar Porto
- Musique : Mozart, Heitor Villa-Lobos, Vinícius de Moraes, Zé Keti, Edu Lobo, Caetano Veloso...
- Son : Eduardo Escorel
- Décors : José Henrique Bello
- Production : Sérgio Saraceni, P. C. Saraceni, M. Fiorani  pour Mapa Filmes, Produções Cinematográficas Imago
- Pays d'origine :  Brésil
- Langue originale : Portugais
- Durée : 81 minutes

## Distribution
- Isabella (pt) : Ada
- Oduvaldo Vianna Filho : Marcelo
- Sérgio Britto
- Luiz Linhares
- Joel Barcellos (en)
- et dans leurs propres rôles : Maria Bethânia, Elis Regina, Zé Keti, João do Vale, Nara Leão.

## Commentaire
« Un des rares films urbains des représentants du Cinema Novo, mais aussi l'un des plus lucides car les doutes, les angoisses qui s'y expriment en cette année 1965 » allaient être confirmées par les conséquences du Coup d'État militaire qui évinça le président João Goulart.